# Sainte Vierge de Glatz

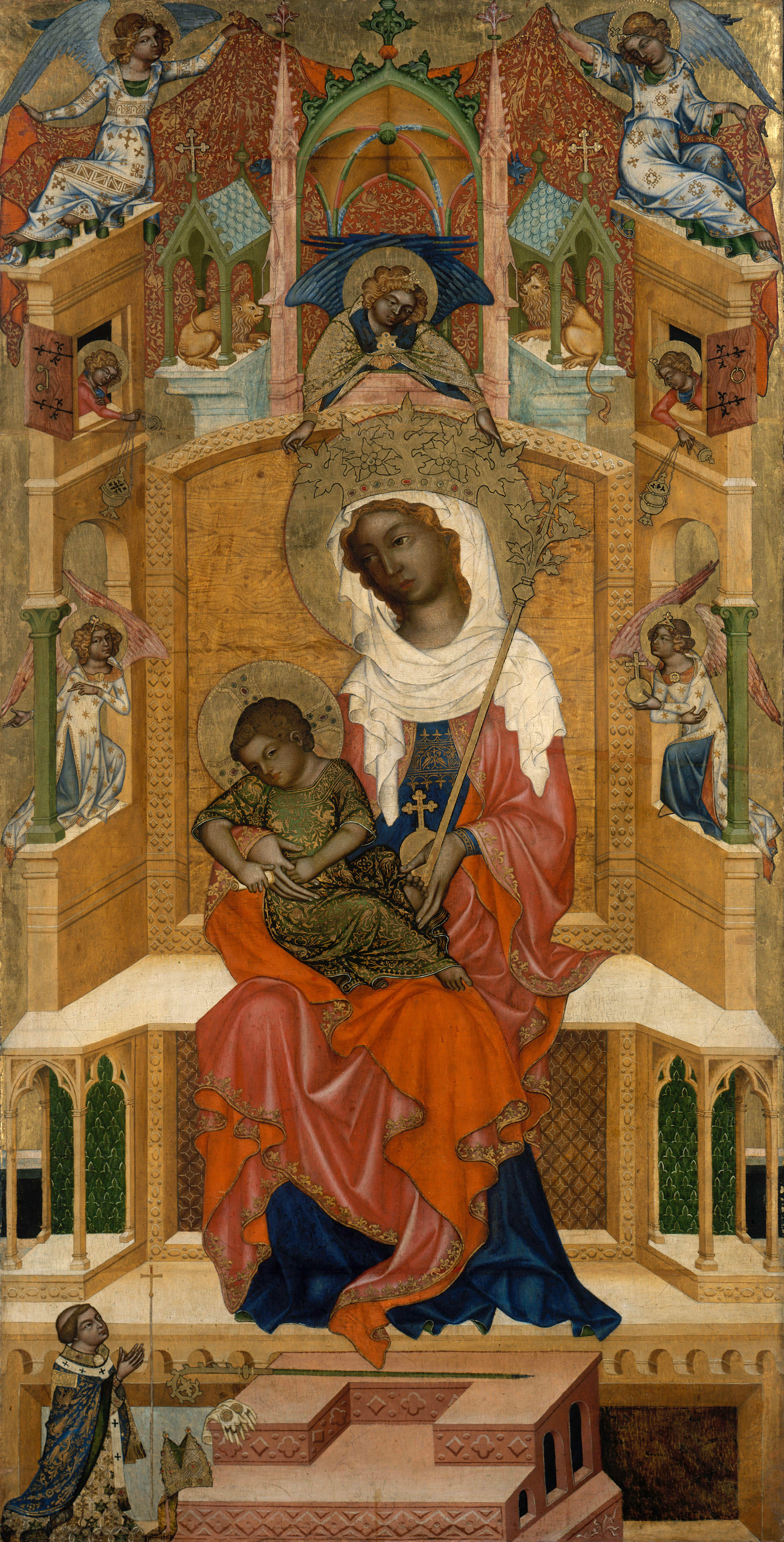
La Sainte Vierge de Glatz.

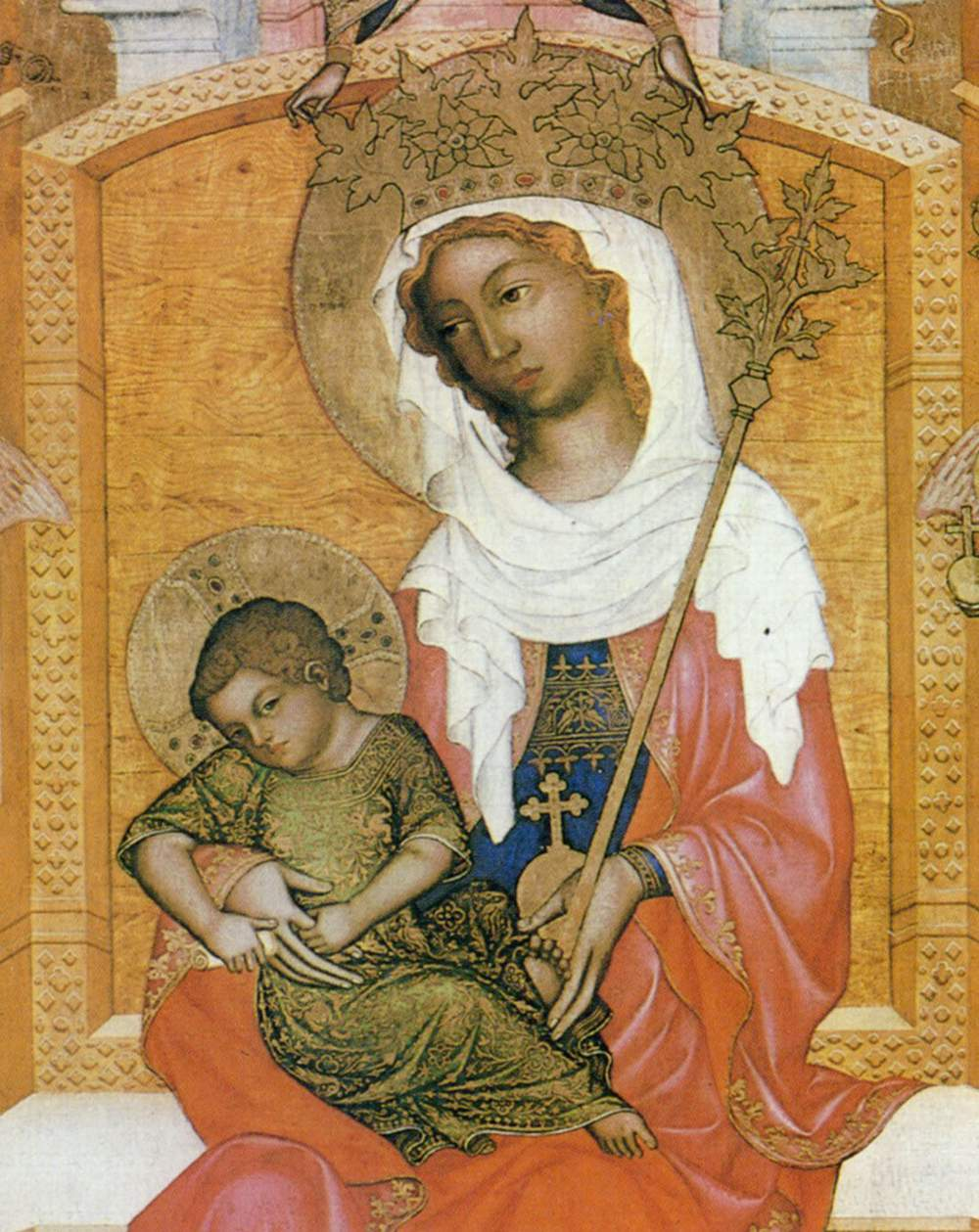
Détail.

La Sainte Vierge de Glatz est un tableau dont  le premier archevêque de Prague, Ernest de Pardubice fit donation vers 1350 à l'abbaye des chanoines Augustins réguliers de Glatz, qu'il venait de fonder. Jusqu'à la destruction de l'abbaye en 1622, ce tableau orna le maître-autel de la chapelle consacrée à l'Annonciation de Marie, aussi appelée Thumkirche.

## Description
Ce tableau peint sur une planche en bois de peuplier représente une Vierge en majesté. Il s'agit d'une œuvre de l’École de Bohême attribuée au Maître de Hohenfurth, réalisée à la demande du premier archevêque de Prague, Ernst (Arnestus) von Pardubitz, que l'on voit d'ailleurs représenté à genoux en bas à gauche. La Vierge Marie se tient assise sur un trône de style gothique, sur un fond tendu d'un dais en or. De la main droite elle retient l'Enfant assis sur son genou, et elle tient l’orbe dans sa main gauche. Du point de vue iconographique, Marie siège sur le « trône de Sagesse » (Sedes sapientiae), comme le rappellent les Litanies de Lorette. Selon la Vita Venerabilis Arnesti du jésuite Bohuslav Balbín (1664), ce tableau devait à l'origine former la partie centrale d'un polyptyque à cinq panneaux.

## Historique
Ernst von Pardubitz, qui consigna par écrit peu avant sa mort le récit d’une apparition mariale qu'il avait vécue dans l'église paroissiale de Glatz encore enfant, vénérait la Vierge Marie. C'est sans doute en raison de cette expérience mystique qu'il avait, dès avant 1350, fondé à Glatz un monastère d'Augustins. Il finança ce dernier avec l'aide de ses deux frères Smil et Wilhelm von Pardubitz.
En 1595, le pape plaça le monastère des Augustins sous la protection des Jésuites. Ils firent de cette fondation un collège, avant d'être à leur tour expulsés de Glatz en 1618. L'ancienne abbaye fut finalement détruite au cours des combats dans la région de Glatz (1622) qui suivirent la  bataille de la Montagne Blanche, et elle ne fut jamais reconstruite. Le capitaine commandant le château de Glatz, Johann Georg Semling, remit le tableau au chevalier luthérien Adrian von Eckersdorf à Labitsch, ce dernier l'ayant prié de le lui remettre pour le cacher dans une maison à Frankenstein. Au terme du siège de Glatz, qui vit la victoire des Impériaux, le tableau fut porté le 11 novembre 1625 en l'église paroissiale Sainte-Marie de l'Ascension de Glatz, dont les offices étaient assurés depuis 1624 par les Jésuites. Les Pères, rétablis dans leurs droits, entreprirent de reconstruire un nouveau collège. Par la suite, on suspendit le tableau sur le mur sud de l'église, à côté de l'entrée de la sacristie.
Dans le cadre de la Sécularisation, ce tableau de la Sainte Vierge fut attribué après 1811 à l'historien de l'art Ludwig Bittner de Glatz, qui le fit restaurer en 1834 et en fit don au lycée royal de Glatz. Le Musée Kaiser-Friedrich de Berlin (aujourd'hui Pinacothèque de Berlin) en fit l'acquisition en 1902 pour un montant de 8 500 Marks.